# Gobbaragumpi, Navalgund
Gobbaragumpi là một làng thuộc tehsil Navalgund, huyện Dharwad, bang Karnataka, Ấn Độ.